# Moczydła (Głowno)
Moczydła – dawna osada, od 1934 zachodnia część miasta Głowna obejmująca swym zasięgiem tereny w okolicy ulicy Moczydła.

## Historia
Dawniej samodzielna miejscowość. Od 1867 w gminie Bratoszewice. W okresie międzywojennym należało do powiatu brzezińskiego w woj. łódzkim. W 1921 roku liczba mieszkańców wynosiła 6. 16 września 1933 utworzono gromadę Zabrzeźnia w granicach gminy Bratoszewice, składającą się z kolonii Zabrzeźnia (A), osady Moczydła, osady Stara Piła, osady Bukowiec, majątku Zabrzeźnia i wsi Warchołów Stary. 
10 lipca 1934 włączone do Głowna.